# Barbosa kommun, Santander
Barbosa är en kommun i Colombia.   Den ligger i departementet Santander, i den centrala delen av landet, 160 km norr om huvudstaden Bogotá. Antalet invånare är 26 046.